# Corregidor

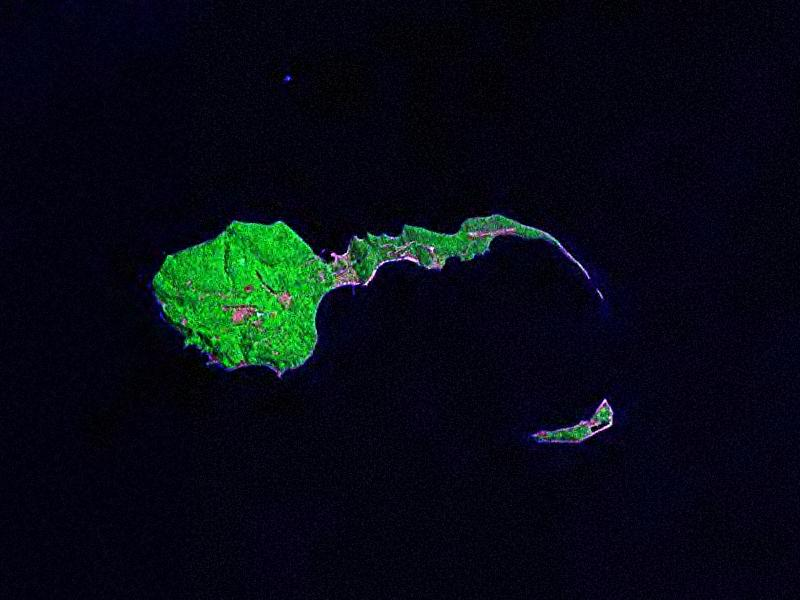
Corregidor e Caballo em foto de satélite.

Corregidor é uma ilha da entrada da Baía de Manila, Filipinas, mais conhecida na história do século XX por ser o local da Batalha de Corregidor, uma das mais famosas batalhas do início da Guerra do Pacífico, na II Guerra Mundial.
A ilha se encontra a 48 km a oeste de Manila e tem a forma de um embrião, com um comprimento de 6 km e uma largura de 1,5 km, numa área total de 9 km². 
Junto com a pequena ilha de Caballo, a dois quilômetros de distância, ela bloqueia parcialmente a entrada da baía, o que a torna um local de grande importância estratégica. Graças à sua paisagem rochosa e por causa de suas fortificações militares, também é conhecida como A Rocha.
Na era do domínio espanhol sobre as Filipinas, Corregidor servia não apenas como uma fortaleza de defesa da baía mas também como colônia penal, posto sinalizador para de aproximação de navios inimigos e como estação de inspeção da alfândega espanhola. Seu nome vem da palavra espanhola “corregir” (corrigir), devido às histórias de quando os navios estrangeiros chegavam às Filipinas e eram obrigados a parar em Corregidor, onde seus documentos eram verificados e corrigidos, daí ela ser chamada de Isla de Corregidor.
Uma de suas marcas mais antigas é o farol, com um alcance de 50 km. Construído primeiramente em 1836, foi substituído por um mais moderno em 1853 pelos espanhóis, Um segundo farol foi instalado em 1892 e reduzido a ruínas durante o bombardeio japonês à ilha em 1942. Restaurado, se encontra hoje no mesmo lugar onde foi originalmente construído.

## Memórias de guerra
A batalha por seu domínio, nos primeiros meses de 1942, é o marco final da invasão japonesa das Filipinas, quando após quatro meses de cerco e bombardeio à guarnição que a ocupava, foi finalmente rendida às tropas japonesas de ocupação. 
Em fevereiro de 1945, na ofensiva aliada pela retomada dos territórios invadidos e ocupados pelo Japão em 1941-42, Corregidor voltou finalmente às mãos filipinas e aliadas, depois de quase três anos de ocupação inimiga. Hoje a ilha é um ponto turístico e um monumento histórico. 
O Memorial da Guerra do Pacífico, construído pelo governo dos Estados Unidos em honra dos soldados americanos e filipinos que ali lutaram e morreram, é visitado o ano todo por turistas comuns e veteranos de guerra. Muitas das antigas instalações foram preservadas em suas ruínas como relíquia histórica. Sua última aquisição é o Memorial dos Heróis Filipinos, um complexo de 6 000 m² onde quatorze grandes murais descrevem toda a história das batalhas heróicas lutadas pelos filipinos desde o século XV até a Segunda Guerra Mundial.

## Galeria

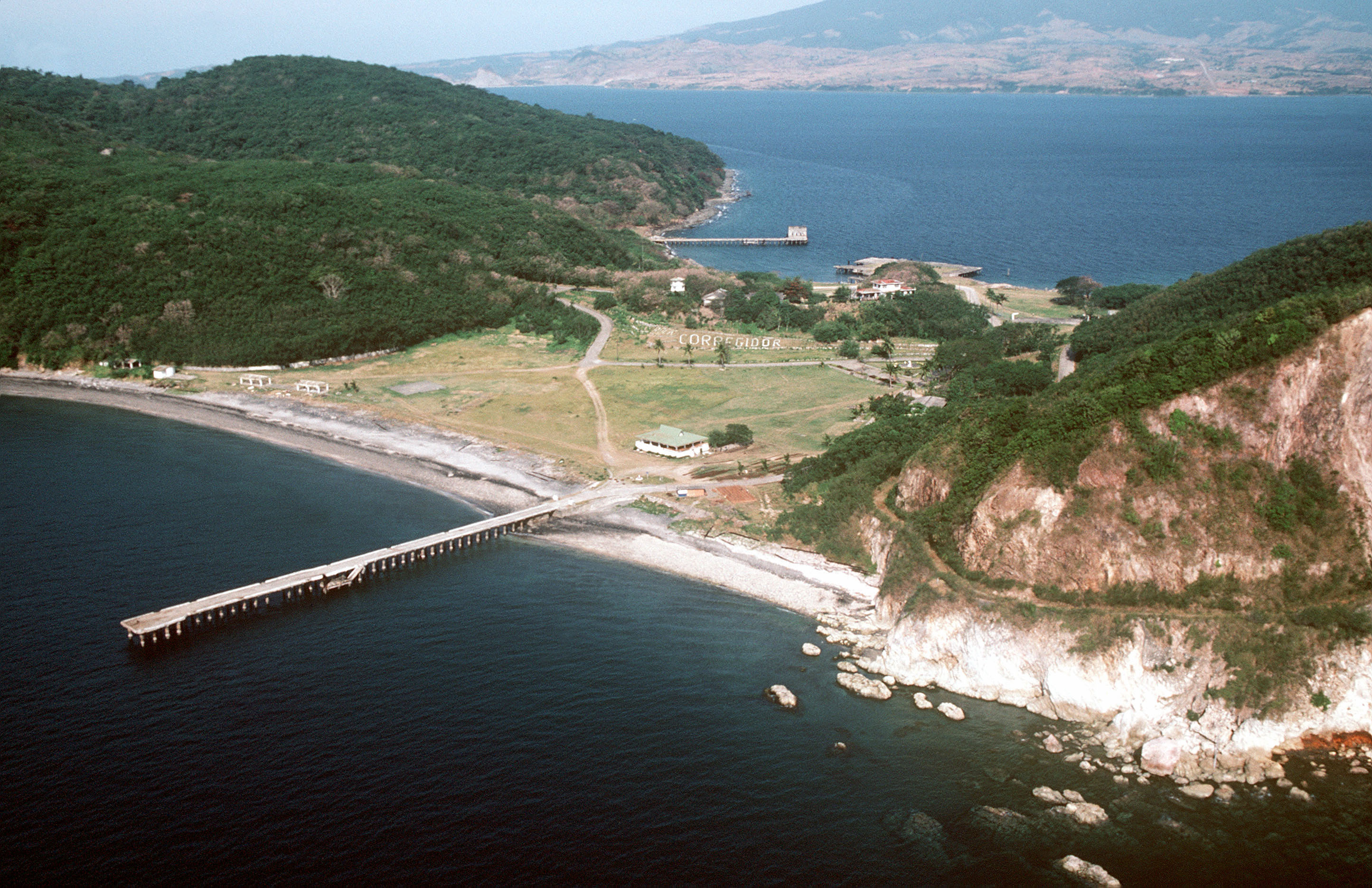
Detalhe aéreo de Corregidor
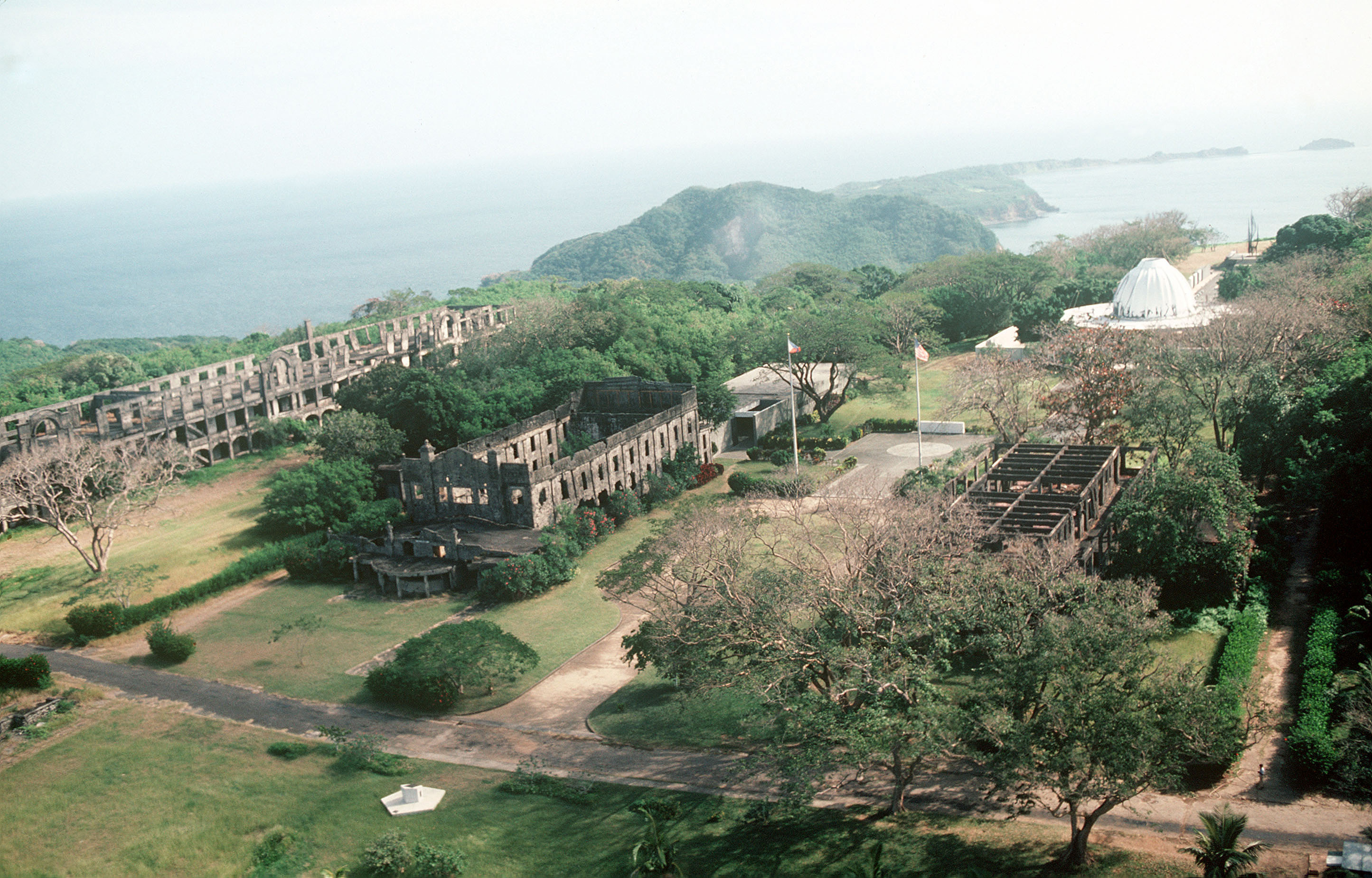
As ruínas da batalha conservadas no Memorial de Guerra